# Districtul Dithmarschen
Dithmarschen este un district rural (Kreis) din landul Schleswig-Holstein, Germania.